# Fríðufell
Fríðufell är en kulle i republiken Island. Den ligger i regionen Austurland, 300 km öster om huvudstaden Reykjavík. Toppen på Fríðufell är 561 meter över havet.
Trakten runt Fríðufell är nära nog obefolkad, med mindre än två invånare per kvadratkilometer. Det finns inga samhällen i närheten. Trakten runt Fríðufell består i huvudsak av gräsmarker.